# Авеньо
 Авеньо  (итал.  Avegno ) — город в Италии, расположен в регионе Лигурия, подчинён административному центру Генуя (провинция).
Население составляет 2531 человек (на 31 декабря 2011), плотность населения составляет 231,56 чел./км². Занимает площадь 10,93 км². Почтовый индекс — 16030. Телефонный код — 0185.
Покровителями коммуны почитаются святые апостолы Пётр и Павел, празднование 29 июня.

## Города-побратимы
- Авеньо Гордевио, Швейцария